# Céline Goberville
Céline Goberville, född 19 september 1986 i Senlis, Oise, är en fransk sportskytt.
Goberville blev olympisk silvermedaljör i luftpistol vid sommarspelen 2012 i London.